# パブロ・コトノ
パブロ・コトノ（Pablo Cottenot）は、19世紀のフランスの天文学者である。
コトノはマルセイユ天文台で働いていたが、エドゥアール・ステファンによると、彼は言葉が不自由だったため、研究生活は長くは続かなかったという。しかし彼は1878年に小惑星を1つ発見している。
| 181 エウカリス | 1878年2月2日 |